# 炭酸鉄(II)
炭酸鉄(II)（たんさんてつ）は、鉄の炭酸塩で、化学式FeCO3で表される。菱鉄鉱の主成分。鉄の炭酸塩には他に炭酸鉄(III)がある。密度は3.8-4.0g/cm3

## 生成
硫酸鉄(II)など鉄(II)塩水溶液に酸素を遮断して炭酸ナトリウムあるいは炭酸水素ナトリウム水溶液を加えると灰白色の沈殿が生成する。一方で、鉄(III)塩水溶液に炭酸塩水溶液を加えても、加水分解により水和酸化鉄(III)（水酸化鉄(III)とも表現される）の沈殿を生じるのみで炭酸鉄(III)の沈殿は得られない。
{\displaystyle {\ce {Fe^{2+}\ + CO3^{2-}-> FeCO3(s)}}}
鉄(II)塩濃厚水溶液に酸素を遮断して濃炭酸カリウム水溶液を過剰に加えると、錯体である無色のジカルボナト鉄(II)酸カリウム K2[Fe(CO3)2] を生成する。このジカルボナト鉄(II)酸カリウムは水溶液中で分解して炭酸鉄(II)を沈殿する。
{\displaystyle {\ce {Fe^{2+}\ + 2 CO3^{2-}->\ [Fe(CO3)2]^{2-}}}}
{\displaystyle {\ce {[Fe(CO3)2]^{2-}\ \rightleftarrows \ FeCO3(s)\ +CO3^{2-}}}}

## 性質
乾燥空気中では安定であるが、湿った空気中では酸化されて褐色あるいは黒味を帯びる。濃炭酸水素ナトリウム水溶液に錯体を生成して溶け、希塩酸、希硫酸には二酸化炭素を発生して溶解し鉄(II)塩を生じる。
加熱によって200℃辺りから分解が始まり、490℃で二酸化炭素の解離圧が1気圧に達し、同時に分解生成物である二酸化炭素と酸化鉄(II)の反応も進行して四酸化三鉄を生成する。
{\displaystyle {\ce {FeCO3 -> FeO\ + CO2}}}
{\displaystyle {\ce {3FeO\ + CO2 -> Fe3O4\ + CO}}}
溶解度積は 3.5×10−11 程度である。
{\displaystyle {\ce {FeCO3(s)\ \rightleftarrows \ Fe^{2+}(aq)\ +CO3^{2-}(aq)\ ,}}} {\displaystyle K_{sp}=3.5\times 10^{-11}}
20℃において1気圧で二酸化炭素を飽和した水には炭酸水素鉄(II) Fe(HCO3)2 を生じて、1リットル当り約1g溶解し、この炭酸水素鉄(II)は天然鉱泉中にも存在する。炭酸水素鉄(II)は固体結晶としては単離されていない。
{\displaystyle {\ce {FeCO3\ +CO2\ +H2O\ \rightleftarrows \ Fe^{2+}\ +2HCO3^{-}}}}
三方晶系の方解石型構造をとり、その格子定数はa = 5.82Å、α = 47°46′である。

## 水田土壌中における生成
湛水状態におかれた水田土壌中にはしばしば炭酸鉄(II)の結核が形成され、0.5-1.5cm程度の大きさの灰白色の果粒状のものが見出される。これは空気に触れると酸化されて青黒-黒褐色に変化する。

## 炭酸鉄(III)
炭酸鉄には、二価の炭酸鉄(II)だけではなく、三価の炭酸鉄(III)もあるとされる。炭酸鉄(III)は、鉄(III)塩水溶液に炭酸アンモニウム水溶液を反応させたときに生じる赤色沈殿だとされるが、それが、炭酸鉄(III)であるかは確かではない。